# Naotaka Yamamoto
Naotaka Yamamoto (jap. 山本 直孝, Yamamoto Naotaka) ist ein japanischer Astronom und Asteroidenentdecker.
Er benutzt für seine Arbeit die Mitaka-Station (IAU-Code 388) des National Astronomical Observatory of Japan in Mitaka westlich von Tokio. Zusammen mit seinen Kollegen Isao Satō und Hideo Fukushima entdeckte er dort am 30. Oktober 1996 den Asteroiden (100483) NAOJ.